# Erbauer Volkspolens

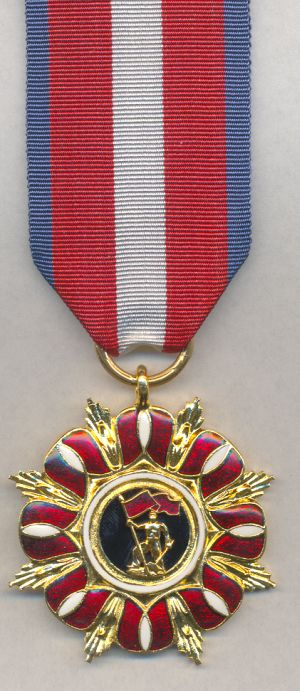
Orden Erbauer der Volksrepublik Polen

Der Orden Erbauer Volkspolens (poln.: Order Budowniczych Polski Ludowej) war die höchste zivile Auszeichnung der Volksrepublik Polen. Der höchste Orden Polens vor dem Zweiten Weltkrieg, der Orden vom Weißen Adler, wurde von der Volksrepublik nicht verliehen. 

## Geschichte
Der Orden wurde am 2. Juli 1949 vom Sejm errichtet. Der vom polnischen Präsidenten bzw. dem Staatspräsidium verliehene Orden hatte nur eine Klasse. Insgesamt erhielten 310 Personen und 10 Institutionen den Orden. Die letzte Verleihung erfolgte 1985. Offiziell abgeschafft wurde der Orden im Jahr 1992.